# Нильсен, Петер Мейнерт
Петер Мейнерт Нильсен (дат. Peter Meinert Nielsen; род. 24 мая 1966, в Грено, Дания) — датский профессиональный шоссейный велогонщик. Трёхкратный чемпион Дании в индивидуальной гонке (1987, 1988, 1989). Участник летних Олимпийских игр 1988 года в Сеуле. С 2007 года спортивный директор датской континентальной команды «Designa Kokken» (в настоящее время — «ColoQuick»).

## Достижения
1983
1-й  Чемпион Дании — Индивидуальная гонка (юниоры)
1987
1-й  Чемпион Дании — Индивидуальная гонка
2-й - Гран-при Франции (ИГ)
3-й - Тур Берлина
1988
1-й  Чемпион Дании — Индивидуальная гонка
1989
1-й  Чемпион Дании — Индивидуальная гонка
1-й — Этап 5 (ИГ) Тур Швеции
3-й - Grand Prix OST Manufaktur
3-й - Гран-при Франции (ИГ)
1990
2-й - Grand Prix Guillaume Tell
6-й - Чемпионат мира — Групповая гонка (любители)
1992
2-й - Hofbrau Cup
1993
2-й - Вуэльта Астурии
1994
2-й - Париж — Бурж
3-й - Джиро дель Пьемонте
6-й - Классика Альп
1995
2-й - Чемпионат Дании — Групповая гонка
4-й - Классика Альп
1997
2-й - Тур Нидерландов
2-й - Тур Дании
3-й - Чемпионат Дании — Индивидуальная гонка
6-й - Тур Романдии
1998
2-й - Чемпионат Дании — Индивидуальная гонка
3-й - Тур Дании

## Статистика выступлений

### Гранд-туры
| Гранд-тур                 | 1991 | 1992 | 1993 | 1994 | 1995 | 1996 | 1997 | 1998 | 1999 |
| ------------------------- | ---- | ---- | ---- | ---- | ---- | ---- | ---- | ---- | ---- |
| Джиро д’Италия            | 84   | —    | —    | —    | НФ   | —    | —    | —    | —    |
| Тур де Франс              | —    | НФ   | —    | НФ   | —    | —    | 49   | 45   | НФ   |
| (c 2010 ) Вуэльта Испании | —    | —    | 19   | 25   | 31   | 20   | НФ   | 82   | —    |

| —  | Не участвовал  |
| НФ | Не финишировал |